# Капитолийский храм (Брешиа)
Храм Капитолийской триады в Бриксии  — частично воссозданные руины древнеримского храма в центре города Брешиа (латинское название — Бриксия), регион Ломбардия, Италия. В состав археологической зоны, помимо храма, входят остатки античного форума и театра. 

## История
Храм, посвящённый Капитолийской триаде (Юпитеру, Юноне и Минерве), был построен в 73 г. н.э. при императоре Веспасиане, о чём свидетельствует посвятительная надпись на антаблементе. Храм служил религиозным центром города и стоял на декуманусе максимусе. Существующая постройка, как показали раскопки, возведена на месте храма республиканского периода, построенного, вероятно, вскоре после того, как жители Бриксии получили римское гражданство (89 г. до н. э.).
После падения империи храм и соседние сооружения были заброшены и использовались как каменоломня. От полного уничтожения их спас оползень, произошедший в Средневековье и укрывший руины. Вновь храм был обнаружен в 1823 году. 
Во время раскопок 1826 года в полости стены были найдены шесть бронзовых бюстов и бронзовая статуя крылатой Победы, вероятно, спрятанные в поздней античности от уничтожения христианами. 
Также при раскопках были обнаружены фрагменты мраморных статуй, в том числе огромной статуи, предположительно, изображавшей Юпитера на троне и находившейся в центральной целле святилища — по образцу Капитолийского храма в Риме.
В 1935–1938 гг. три целлы и пронаос храма были частично восстановлены с использованием античного мрамора и современной кирпичной кладки. 

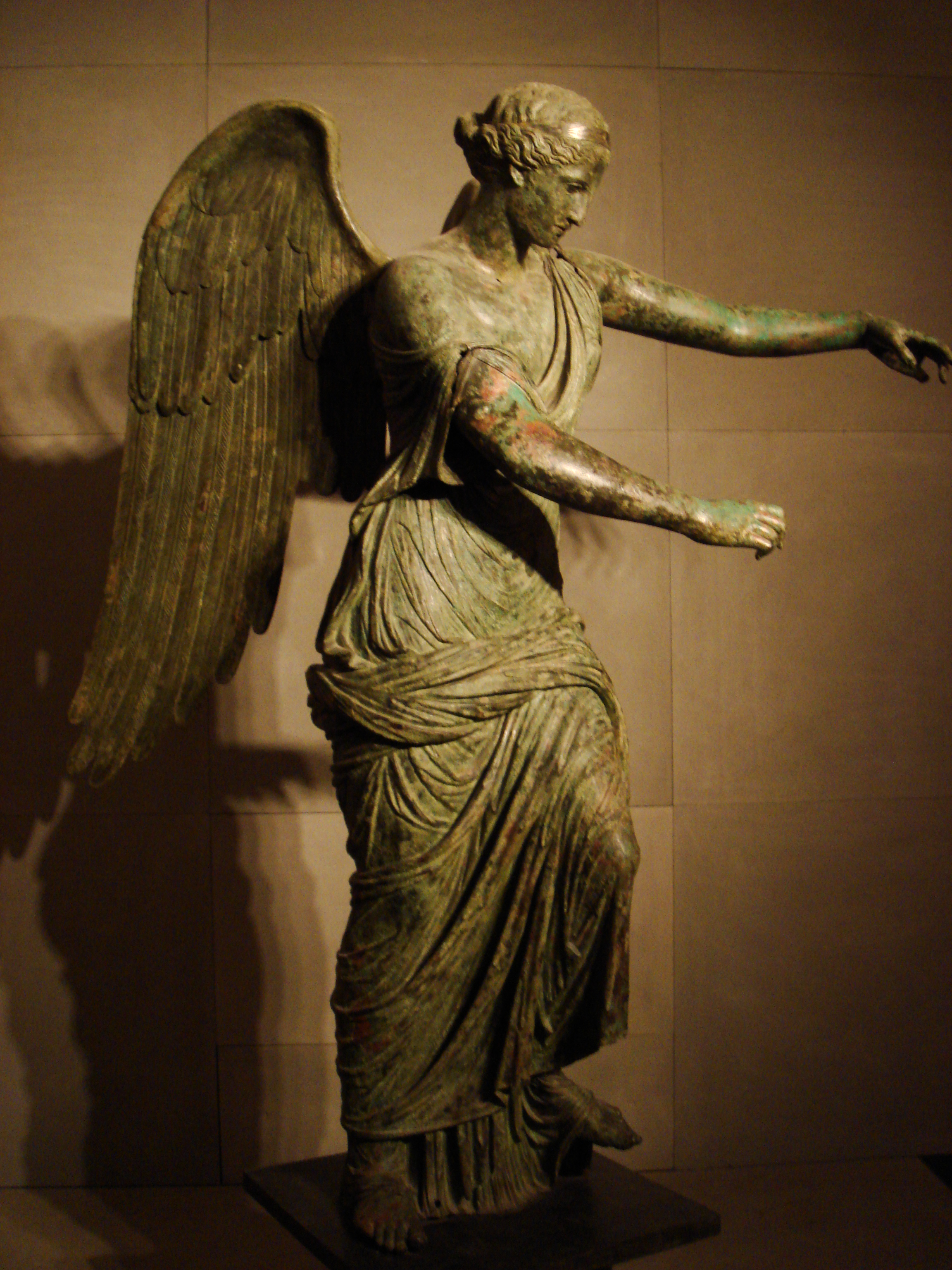
Бронзовая статуя Победы из Брешиа

Археологическая зона Капитолия Брешиа с 2011 года входит в состав комплексного объекта Всемирного наследия ЮНЕСКО «Лангобарды в Италии: места силы (568-774)», совместно с находящимся рядом монастырём Санта-Джулия.

## Описание
Руины храма расположены на южном склоне холма Чиднео в историческом центре Брешиа. Храм имеет три целлы, посвящённые богам Капитолийской триады. Центральная и левая целлы сохранили оригинальные мраморные полы, украшенные мозаикой. Раскопки показали, что первоначально храм имел четыре целлы, и четвёртая, вероятно, служила для поклонения некоему местному божеству. 
На антаблементе частично восстановленного пронаоса видна посвятительная надпись императору Веспасиану с перечислением его титулов:  
IMP·CAESAR·VESPASIANUS·AUGUSTUS
PONT·MAX·TR·POTEST·IIII·IMP·X·P·P·COS·IIII·CENSOR
то есть:
ЦЕЗАРЬ ВЕСПАСИАН АВГУСТ
ВЕЛИКИЙ ПОНТИФИК, ЧЕТЫРЕЖДЫ НАДЕЛЕННЫЙ ТРИБУНСКОЙ ВЛАСТЬЮ, ДЕСЯТИКРАТНО ПРОВОЗГЛАШЕННЫЙ ИМПЕРАТОРОМ, ОТЕЦ ОТЕЧЕСТВА, ЧЕТЫРЕЖДЫ КОНСУЛ, ЦЕНЗОР
Фасад Капитолия ранее обрамляли две выступающие аркады, утраченные. Справа от Капитолия находятся руины античного театра вместимостью до 15 тысяч человек. Перед Капитолием, на Piazza del Foro, можно увидеть фрагмент портика, обрамлявшего вытянутый прямоугольный форум (139 × 40 м), который простирался к югу от храма и заканчивался базиликой, стена которой сегодня видна на Piazzetta Giovanni Labus. Со стороны форума к храму вели два лестничных пролёта, разделённые декуманусом (Via dei Musei). Весь комплекс сооружений датируется эпохой Флавиев.